# La bestia debe morir (novela)
La bestia debe morir es una novela policial publicado por primera vez en 1938, firmada por Nicholas Blake, seudónimo del poeta Cecil Day-Lewis. 

## Sinopsis
Voy a matar a un hombre. No sé como se llama, no sé dónde vive, no tengo idea de su aspecto, pero voy a encontrarlo y lo mataré (...) Estoy decidido a cometer lo que la gente llama "un crimen". Todo criminal, cuando carece de cómplices, necesita un confidente: la soledad, el espantoso aislamiento y la angustia del crimen son demasiado para un solo hombre.

Frank Cairnes, escritor de novelas policiales bajo el seudónimo de Félix Lane, sufre la muerte de su hijo, atropellado en una carretera por un desconocido. Se propone encontrar al asesino y ajusticiarlo, para lo que adopta la falsa identidad del autor de sus libros. Sin embargo, los planes de Cairnes fracasan y, sin haber logrado su cometido, es acusado de homicidio. El excéntrico detective Nigel Strangeways (protagonista de varias novelas de Blake) tendrá que resolver el enigma y librar a Cairnes de la cárcel.

## Edición en castellano
La bestia debe morir fue elegida por Jorge Luis Borges y Adolfo Bioy Casares para iniciar la famosa colección El Séptimo Círculo, de la Editorial Emecé. Se publicó por primera vez en 1945, traducida por Juan Rodolfo Wilcock.

## Versiones cinematográficas
La novela fue adaptada dos veces para la pantalla. La primera en la Argentina, en 1952 (tras el éxito de la mencionada publicación), dirigida por Román Viñoly Barreto y protagonizada por Narciso Ibáñez Menta.
La segunda en 1969, en Francia, dirigida por Claude Chabrol.
Existe una tercera película llamada La bestia debe morir, protagonizada por Peter Cushing, que no tiene ninguna relación con el texto de Nicholas Blake, sino que está basada en el cuento No habrá oscuridad (There Shall Be no Darkness) de James Blish.